# Hoffmeister (cráter)

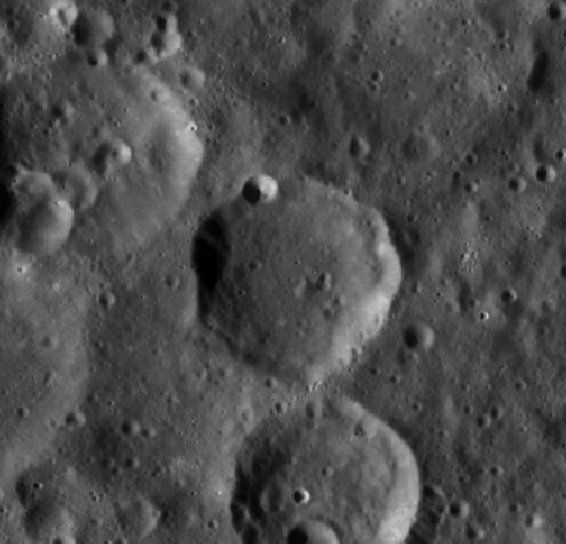
Fotografía de la misión LRO

Hoffmeister es un cráter de impacto que se encuentra en la cara oculta de la Luna, al noroeste de la enorme planicie amurallada del cráter Mendeleev. A cierta distancia al norte de Hoffmeister se encuentra el cráter Siedentopf, y al oeste-noroeste aparece Gavrilov.
|  |

Se trata de un cráter algo erosionado, con Hoffmeister N unido al borde sur. Un pequeño cráter con un alto albedo se encuentra en el borde común entre Hoffmeister y este cráter satélite. Otro pequeño cráter también se localiza en el borde noroeste de Hoffmeister. El suelo de la plataforma interior carece de  rasgos significativos.

## Cráteres satélite
Por convención estos elementos se identifican en los mapas lunares colocando la letra en el lado del punto medio del cráter que está más cercano a Hoffmeister.
|             | \| Hoffmeister \| Coordenadas \| Diámetro \| \| ----------- \| ------------------------------ \| -------- \| \| D \| 16°54′N 140°18′E / 16.9, 140.3 \| 21 km \| \| F \| 14°42′N 141°00′E / 14.7, 141.0 \| 19 km \| \| N \| 13°42′N 136°24′E / 13.7, 136.4 \| 42 km \| \| Z \| 17°48′N 136°42′E / 17.8, 136.7 \| 29 km \| |          |
| Hoffmeister | Coordenadas | Diámetro |
| D           | 16°54′N 140°18′E / 16.9, 140.3 | 21 km    |
| F           | 14°42′N 141°00′E / 14.7, 141.0 | 19 km    |
| N           | 13°42′N 136°24′E / 13.7, 136.4 | 42 km    |
| Z           | 17°48′N 136°42′E / 17.8, 136.7 | 29 km    |